# Un ange... ou presque
Pour plus de détails, voir Fiche technique et Distribution.
Un ange... ou presque (Almost an Angel) est un film américain réalisé par John Cornell et sorti en 1990.

## Synopsis
Terry Dean, un cambrioleur est libéré de prison. Mais en voulant sauver un garçon, Terry se fait écraser et finit à l'hôpital. 
Sur son lit de mort, Terry se retrouve au paradis à parler avec Dieu qui lui propose une seconde chance de sauver son âme en devenant un ange pour retourner sur terre aider les humains dans le désespoir. 
De retour sur terre, Terry rencontre Steve Garner, un jeune homme en fauteuil roulant qui va bientôt mourir. Steve propose a Terry de travailler avec lui et sa sœur Rose dans son centre de la jeunesse pour enfants. 
Le contact de Steve et Rose avec les enfants change la vie de cet ex-bandit...

## Fiche technique
- Titre : Un ange... ou presque
- Titre original : Almost an Angel
- Réalisation : John Cornell
- Scénario : Paul Hogan
- Musique : Maurice Jarre
- Photographie : Russell Boyd
- Montage : David Stiven
- Production : John Cornell
- Société de production : Ironbark Films
- Société de distribution : Paramount Pictures
- Pays :  États-Unis
- Langue : Anglais
- Format : Couleur - Dolby - 35 mm - 1.85:1
- Genre : Comédie dramatique
- Durée : 90 min
- Dates de sortie :
  - États-Unis : 19 décembre 1990
  - Australie : 20 décembre 1990
- Video : Sortie en VHS le 04/05/1998 / Toujours inédit en DVD

## Distribution
- Paul Hogan (VF : Yves Rénier) : Terry Dean
- Linda Kozlowski (VF : Béatrice Delfe) : Rose Garner
- Elias Koteas : Steve Garner
- Michael Alldredge : Le sergent Freebody
- David Alan Grier : Bill
- Doreen Lang : Mme Garner
- Douglas Seale : Le père
- Parley Baer : George Bealeman
- Ruth Warshawsky : Irene Bealeman
- Robert Sutton : Guido
- Travis Venable : Bubba
- Ben Slack : Le révérend Barton
- Larry Miller : Le 1er caissier
- Steven Brill : Le 2e caissier
- Charlton Heston (VF : Jean-Claude Michel) : Dieu

## Autour du film
Quand Terry se retrouve à l'hôpital, le spectateur voit à la télé Michael Landon dire "Je suis un ange". C'est une scène du premier épisode de la série Les Routes du Paradis.
Réalisé après le succès de Crocodile Dundee, le film fut un échec critique,.